# Инцидент (филм из 2023)
Инцидент је амерички документарни кратки филм из 2023. који је режирао и монтирао Бил Морисон.

## Синопсис
Филм истражује убиство Харита Снупа Аугустуса 2018. године од стране чикашког полицајца Дилана Холија путем монтаже полицијских камера и снимака надзора.

## Награде
Инцидент је изабран за бројне филмске фестивале, и номинован је за најбољи документарни кратки филм на 97. додели Оскара.